# Flash Gordon
Flash Gordon é o herói de uma tira de jornal de aventura e ficção científica (romance planetário) originalmente desenhada por  Alex Raymond. Publicada pela primeira vez em 07 de janeiro de 1934, a tira foi criada para competir com outra tira de aventura, Buck Rogers.

## Criação
A tira de Buck Rogers tinha sido muito bem sucedida comercialmente, gerando diversos produtos licenciados. Sabendo disso, a King Features Syndicate decidiu publicar a sua história em quadrinhos de ficção científica. Inicialmente, a King Features tentou comprar os direitos das histórias de John Carter de Marte da série literária Barsoom de Edgar Rice Burroughs, também conhecido por Tarzan, personagem que já havia se tornado tira de jornal em 1928; no entanto, o syndicate não conseguiu chegar a um acordo com Burroughs. Com isso, a King Features escalou Alex Raymond, um dos seus ilustradores contratados, para criar uma nova história. Raymond se inspirou em outro romance de ficção científica, When Worlds Collide de Philip Wylie e Edwin Balmer de 1933, onde há um planeta órfão que entra em rota de colisão com o Planeta Terra, e um herói atlético, sua namorada, e um cientista viajar para um novo planeta usando um foguete espacial.
As primeiras amostras de Raymond foram rejeitadas por não conterem sequências de ação suficientes. Raymond reformulou a história e enviou de volta para o sindycate, que a aprovou. Raymond firmou uma parceria com o ghost writer Don Moore (1904-1986), um escritor e editor experiente. As primeiras histórias de Flash Gordon por Raymond foram publicadas a partir de janeiro de 1934, ao lado de Jim das Selvas. A tira de Flash Gordon foi bem recebida pelos leitores de jornais, tornando-se uma das mais populares histórias em quadrinhos americanas da década de 1930.
Assim como Buck Rogers, o sucesso de Flash Gordon resultou na venda de vários produtos licenciados, incluindo livros pop-up, revistas para colorir e naves espaciais armas de raio de brinquedo.

## Personagens e história
A tira de jornal de Flash Gordon foi publicada diariamente de 1934 a 1992, com a prancha dominical continuando até 2003. As reimpressões ainda estão sendo distribuídas pelo King Features Syndicate. A história em quadrinhos segue as aventuras de Flash Gordon, um belo jogador de polo e graduado da Universidade de Yale, e seus companheiros Dale Arden e Dr. Hans Zarkov. A história começa com a Terra ameaçada por uma colisão com o planeta Mongo. Dr. Zarkov inventa um foguete para voar para o espaço na tentativa de parar o desastre. Meio louco, ele sequestra Flash e Dale. Aterrissando no planeta e interrompendo a colisão, entram em conflito com Ming, o Impiedoso, o governante maligno de Mongo.
Por muitos anos, os três companheiros têm aventuras em Mongo, viajando para o reino florestal de Arboria, governado pelo príncipe Barin; o reino de gelo de Frigia, governado pela rainha Fria; o reino da selva de Trópica, governado pela rainha Desira; o reino submarino dos Homens Tubarão, governado pelo Rei Kala; e a cidade voadora dos Hawkmen, governada pelo príncipe Vultan. Eles são acompanhados em várias aventuras iniciais pelo Príncipe Thun dos Homens-Leão. Eventualmente, Ming é derrubado, e Mongo é governado por um conselho de líderes liderado por Barin.
Flash e amigos visitam a Terra para uma série de aventuras antes de retornar a Mongo e cair no reino de Tropica, mais tarde se reunindo com Barin e outros. Flash e seus amigos então viajam para outros mundos antes de retornar mais uma vez a Mongo, onde o príncipe Barin, casado com a filha de Ming, a princesa Aura, estabeleceu uma regra pacífica (exceto por frequentes revoltas lideradas por Ming ou por um de seus muitos descendentes).
Na década de 1950, Flash se tornou um astronauta que viajou para outros planetas além de Mongo. A longa história da Guerra Skorpi leva o Flash a outros sistemas estelares, usando naves espaciais que são mais rápidas que a luz.
Além de Ming e seus aliados, Flash e seus amigos também lutaram contra vários outros vilões, incluindo Azura, a Rainha das Bruxas; Brukka, chefe dos gigantes de Frigia; a organização fascista da Espada Vermelha na Terra; e Brazor, o usurpador tirânico de Tropica. Após o períoodo de Raymond, escritores posteriores criaram novos inimigos para o Flash combater. Austin Briggs criou Kang, o Cruel, o filho insensível de Ming. Príncipe Polon, que tinha o poder de encolher ou aumentar criaturas vivas, a inescrupulosa Rainha Rubia e Pyron, o Cometa Mestre, estavam entre os antagonistas introduzidos durante a fase de Mac Raboy. Os Skorpi, uma raça de metamorfos alienígenas que desejavam conquistar a galáxia, eram vilões recorrentes nas histórias de Mac Raboy e Dan Barry. O ás dos caças espaciais Skorpi, Barão Dak-Tula, tornou-se um inimigo periódico do Flash nas histórias do final da década de 1970.

## Versões internacionais da tira

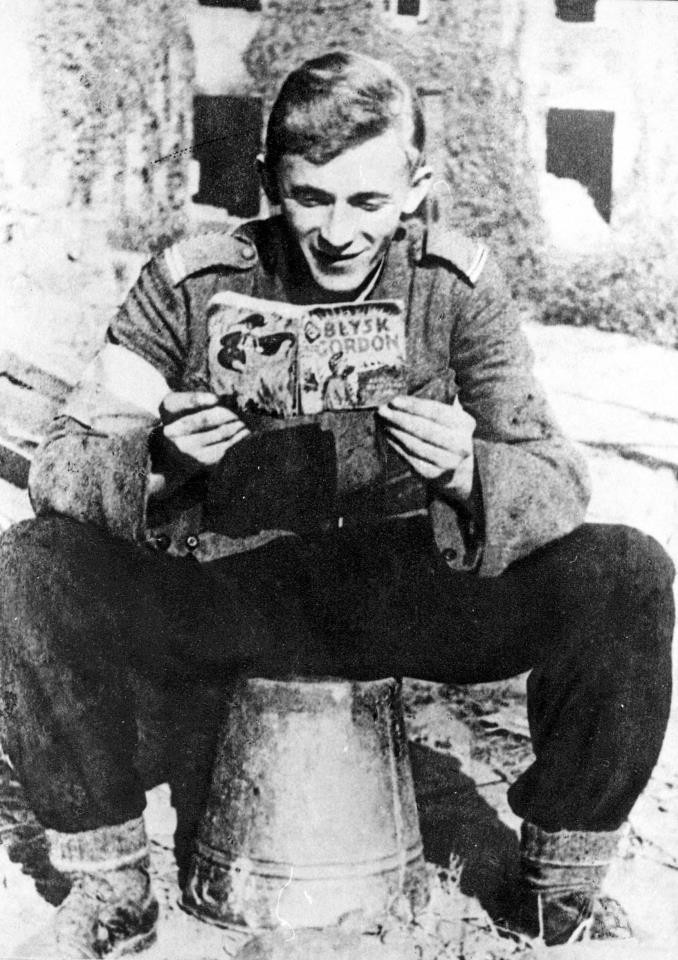
Um jovem cabo do Armia Krajowa lendo uma edição polonesa de nFlash Gordon ("Błysk Gordon - Królowa Błękitnej Magii") durante a Revolta de Varsóvia de 1944

King Features vendeu as tiras de jornais em todo o mundo, e no final da década de 1930, a tira era publicada em 130 jornais, traduzidas em oito línguas estrangeiras, e foi lida por 50 milhões de pessoas.  Nas década 1930 e 1940, vários jornais no Reino Unido publicaram Flash Gordon , incluindo o Scottish Sunday Mail. Na França, suas aventuras foram publicadas na revista Robinson, sob o nome de Guy l'Éclair. Dale Arden, foi chamada de Camille na tradução francesa. Na Austrália, o personagem e a tira foram chamados de Speed Gordon para evitar uma conotação negativa da palavra "Flash". (Na época, o significado predominante de  "flashy" foi "showy", que conotava desonestidade.)
No entanto, eventos na década de 1930 afetaram a sua distribuição. Jornais na Alemanha nazista foram proibidos publicar a tira, enquanto na Itália fascista foi restrita a dois jornais. Em 1938, com a proibição da importação da tira, foi continuada por Guido Fantoni, ainda em 1938, a revista espanhola Aventurero, a única publicação no país para a publicar a tira, cessou a publicação por causa da Guerra Civil Espanhola. A eclosão da Segunda Guerra Mundial fez com que Flash Gordon fosse interrompido em muitos países. Na Bélgica , o quadrinista Edgar P. Jacobs foi, contratado para criar uma conclusão satisfatória da história. Após o fim da guerra, a tira desfrutado de um ressurgimento da popularidade internacional. Flash Gordon reapareceu em Itália, Espanha e Alemanha Ocidental, e também foi distribuído para novos mercados, como Portugal e a República da Irlanda. A partir da década de 1950, países como a Espanha, Itália e Dinamarca publicaram as tiras de jornal em revistas em quadrinho ou no formato de livro de bolso. Na Índia, os quadrinhos Flash Gordon foram publicados pela Indrajal Comics.

### No Brasil
No Brasil, o primeiro capítulo (ou "prancha dominical") de Flash Gordon no Planeta Mongo foi publicado no nº 3 do Suplemento Infantil do jornal A Nação, do Rio de Janeiro, em 28 de Março de 1934 (a partir do nº 15, o Suplemento passou a circular de forma independente com o título de Suplemento Juvenil). Depois de mais de 80 capítulos publicados em página dupla no Suplemento, em 1937 decidiu-se pela publicação de um álbum de luxo, contendo as primeiras 60 pranchas, do qual foram impressas três tiragens de 5000 exemplares, vendidos com absoluto êxito. A Ebal de Adolfo Aizen (fundador do Suplemento Juvenil) publicou uma edição comemorativa dos 40 anos do lançamento do personagem, em 1973, republicando o álbum de 1937 mas com uma nova capa feita pelo mesmo artista, Antônio Monteiro Filho. Essa nova capa teve um fundo azul,enquanto a original era vermelha. Em 1987, a Ebal republicou novamente a edição de 1937, em comemoração aos 50 anos da histórica edição.
- Em 28 de Agosto de 1934, Flash Gordon começa a ser publicado no tabloide Suplemento Juvenil (editado no Rio de Janeiro, mas com distribuição nacional).[21]
- Em 27 de Fevereiro de 1936, o Suplemento Juvenil publica o livro Flash Gordon no Planeta Mongo, reunindo pranchas publicadas anteriormente no tabloide.[21]
- Em 21 de Maio de 1938, é publicado o livro Flash Gordon no Reino das Cavernas, primeiro volume da Biblioteca Mirim,[21] a versão brasileira dos chamados Big Little Books, que foram chamados de tijolinhos.[22]
- Em Agosto de 1939, Flash Gordon passa a ser publicado em O Globo Juvenil, do jornalista Roberto Marinho, que adquiriu todos os direitos para o Brasil dos personagens distribuídos pelo King Features Syndicate.[21]
- Em 1973, a EBAL de Adolfo Aizen (criador do Suplement Juvenil) publica uma edição especial de Flash Gordon no Planeta Mongo.[21]
- Em 1974, a Ebal lança outro volume especial com o título "Flash Gordon no Reino das Cavernas", com a republicação das páginas dominicais anteriormente lançadas no Suplemento Juvenil (do número 77 de 4/6/35 até o número 232, de 9/6/36, e que saíram às terças-feiras).
- Em 1991,  L&PM Editores lança um álbum com as tiras diárias escritas por Harvey Kurtzman e desenhos de Dan Barry.[23]
- Em 2003, foi anunciada pela seria a editora Opera Graphica um álbum nos moldes dos produzidos pela EBAL,[24] entretanto acabou não se realizando, em 2010 o álbum foi publicado pela Editorial Kalaco (pertencente ao jornalista Franco de Rosa, ex-proprietário da Opera Graphica)[25][26]
- Em 2015, a Ediouro, através do selo Pixel Media, editora que desde 2013 publica os álbuns de Fantasma[27] e Mandrake,[28] lançou Flash Gordon no Planeta Mongo, baseada na edição da Titan Books[29]
- Em abril de 2016, a Mythos Editora publicou Kings Watch – Defensores da Terra.[30]

## Últimos anos
A popularidade da tira de domingo de Flash Gordon de Raymond deu origem a uma tira diária. Esta tira foi desenhada por Austin Briggs e funcionou de 1941 a 1944. Depois que Raymond deixou Flash Gordon em 1944 para se juntar aos fuzileiros navais dos EUA, a tira diária foi cancelada e Briggs assumiu a tira de domingo. Embora Raymond quisesse voltar a desenhar Flash Gordon após o fim da guerra, King Features não queria remover Briggs de sua posição. Para conciliar Raymond, King Features permitiu que ele criasse uma nova tira, Rip Kirby. Depois que Briggs deixou a tira de domingo em 1948, foi sucedido pelo ex-desehista de revistas em quadrinhos Mac Raboy, que desenhou a tira até sua morte em 1967. Em 1951, a King Features criou uma nova tira diária de Flash Gordon. Esta tira foi desenhada por Dan Barry. Barry foi assistido durante seu mandato por Harvey Kurtzman e Harry Harrison, que escreveram roteiros para a tira. Barry também teve vários artistas que o ajudaram com as ilustrações de Flash Gordon, incluindo Frank Frazetta, Al Williamson, Bob Fujitani, Jack Davis, Sy Barry, Fred Kida e Emil Gershwin. Quando Barry deixou a tira em 1990, vários artistas e escritores trabalharam em Flash Gordon. A tira diária foi encerrada em 1993. O último artista a trabalhar na tira de domingo de Flash Gordon foi Jim Keefe. Keefe foi ocasionalmente assistido na tira por outros artistas, incluindo Williamson, John Romita e Joe Kubert. King Features encerrou a tira de jornal de Flash Gordon em 2003, embora reprises da tira de Keefe ainda apareçam em alguns jornais dos EUA.
Em 20 de outubro de 2023, foi anunciado que King Features Syndicate relançaria Flash Gordon em 22 de outubro sob o comando do cartunista Dan Schkade e publicada diariamente.

## Cronologia original de publicação das tiras
| Periodicidade       | Artista                                           | Duração           |
| ------------------- | ------------------------------------------------- | ----------------- |
| Dominical           | Alex Raymond                                      | 1934 - 1943       |
| Diária              | Austin Briggs                                     | 1940 - 1944       |
| Dominical           | Austin Briggs                                     | 1944 - 1948       |
| Dominical           | Mac Raboy                                         | 1948 - 1967       |
| Diária              | Dan Barry                                         | 1951 - 1990       |
| Diária              | Harry Harrison (roteirista)                       | 1958 - 1964       |
| Dominical           | Dan Barry                                         | 1967 - 1990       |
| Dominical e diária  | Ralph Reese, Bruce Jones e Gray Morrow            | 1990 - 1991       |
| Dominical e diária  | Thomas Warkentin                                  | 1991 - 1992       |
| Dominical           | Richard Bruning, Kevin VanHook e Thomas Warkentin | 1992 - 1996       |
| Dominical           | Jim Keefe                                         | 01/1996 - 03/2003 |
| Dominical e diárias | Dan Schkade                                       | 22/10/2023        |

### Não-oficiais
| Revista       | País    | Artista         | Ano  |
| ------------- | ------- | --------------- | ---- |
| L'Avventuroso | Itália  | Guido Fantoni   | 1938 |
| Bravo         | Bélgica | Edgar P. Jacobs | 1941 |

## Recepção crítica e influência

O herói brasileiro Capitão 7 tinha as feições de Flash Gordon, arte Jayme Cortez

Flash Gordon é considerado uma das histórias em quadrinhos de aventura americanas mais bem ilustradas e influentes. A historiadora da arte de ficção científica Jane Frank afirmou que por causa de seu trabalho em Flash Gordon, "Raymond é um dos artistas de ficção científica mais famosos de todos os tempos, embora ele nunca tenha contribuído com uma ilustração para qualquer revista ou livro de ficção científica". O desenhista de quadrinhos Jerry Robinson disse: "O que fez de Flash Gordon uma tira clássica foi a arte de Raymond e a rica imaginação que ele trouxe para suas concepções do futuro" e descreveu os anos finais do mandato de Raymond na tira como sendo caracterizados por "elegância, brilhantemente trabalho de pincel polido." O historiador de ficção científica John Clute afirmou que "A versão em quadrinhos de Flash Gordon era graciosa, imaginativa e crescente" e a incluiu em uma lista dos quadrinhos de ficção científica americanos mais importantes. Em um artigo sobre Raymond para o The Comics Journal, R.C. Harvey declarou que o Flash Gordon de Raymond exibia "um virtuosismo técnico igualado nas páginas de quadrinhos apenas por Harold Foster em Prince Valiant". A The Encyclopedia of Science Fiction afirmou que o "estilo elaboradamente sombreado e enredo exótico" de Flash Gordon o tornaram um dos quadrinhos mais influentes, e que sua arte enfatizava um "barroco romântico".
Flash Gordon (junto com Buck Rogers) foi uma grande influência nas tiras de quadrinhos de ficção científica posteriores, como o americano Don Dixon and the Hidden Empire (1935 a 1941) de Carl Pfeufer e Bob Moore. Na Itália, Guido Fantoni desenhou Flash Gordon em 1938, após a proibição pelo regime fascista. Na Bélgica, Edgar P. Jacobs foi contratado para produzir uma história em quadrinhos de ficção científica no estilo de Flash Gordon. A nova tira de Jacobs, Le Rayon U (O Raio U) começou a ser publicada em série na revista Bravo em 1943. Esta versão tinha recordatórios (legendas) e descreviam a ação e o diálogo, no estilo de muitos quadrinhos belgas da época, semelhante à versão de Hal Foster de Tarzan e Prince Valiant. Em 1974, Jacobs reformatou o Le Rayon U para incluir balões de diálogos. Esta versão foi publicada na revista Tintin e em forma álbum por Dargaud-Le Lombard. O quadrinho britânico The Trigan Empire, de Mike Butterworth e Don Lawrence, também se baseou em Flash Gordon por seu estilo artístico. Flash Gordon também foi uma influência nos primeiros personagens de quadrinhos de super-heróis. Jerry Siegel e Joe Shuster basearam o uniforme de meia-calça e uma capa do Superman nos trajes usados por Flash Gordon. O desenho de Bob Kane de Batman na capa da Detective Comics No. 27 (a primeira aparição do personagem) foi baseado em um desenho de Flash Gordon de 1937 de Alex Raymond. Dennis Neville modelou o traje do herói dos quadrinhos Hawkman nos personagens "Hawkmen" na tira de quadrinhos Flash Gordon de Raymond. Segundo, Julio Shimamoto, por orientação de Jayme Cortez, o herói brasileiro Capitão 7 tinha o rosto inspirado pelo Flash Gordon de Alex Raymond. Em Vingadores: Guerra Infinita, o Homem de Ferro se refere ao Senhor das Estrelas sarcasticamente como Flash Gordon devido à sua aparência semelhante e ambos sendo heróis espaciais.

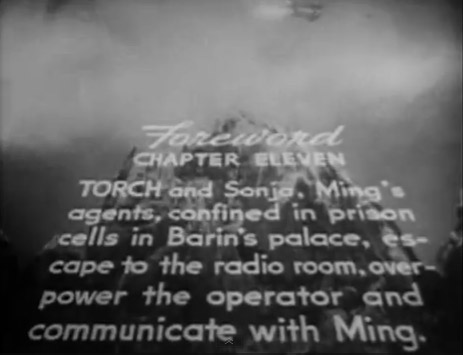
Sequência de créditos de Flash Gordon Conquers the Universe (1940)

A seqüência de abertura com um texto explicativo que se enrola, vista nos episódios de Flash Gordon Conquers the Universe, tornou-se a agora famosa abertura do texto que rola rumo ao infinito, no início de cada episódio de "Star Wars" de George Lucas. Flash Gordon e Dale Arden não inspiraram somente Luke Skywalker e a Princesa Leia, mas também seus pais, Anakin Skywalker e Padmé Amidala. A besta de montaria conhecida como Tauntaun e que aparece no episódio V ("O Império Contra-Ataca"), foi diretamente inspirada numa criatura similar do mundo de gelo da princesa Aura.

## Filmes

### Seriados

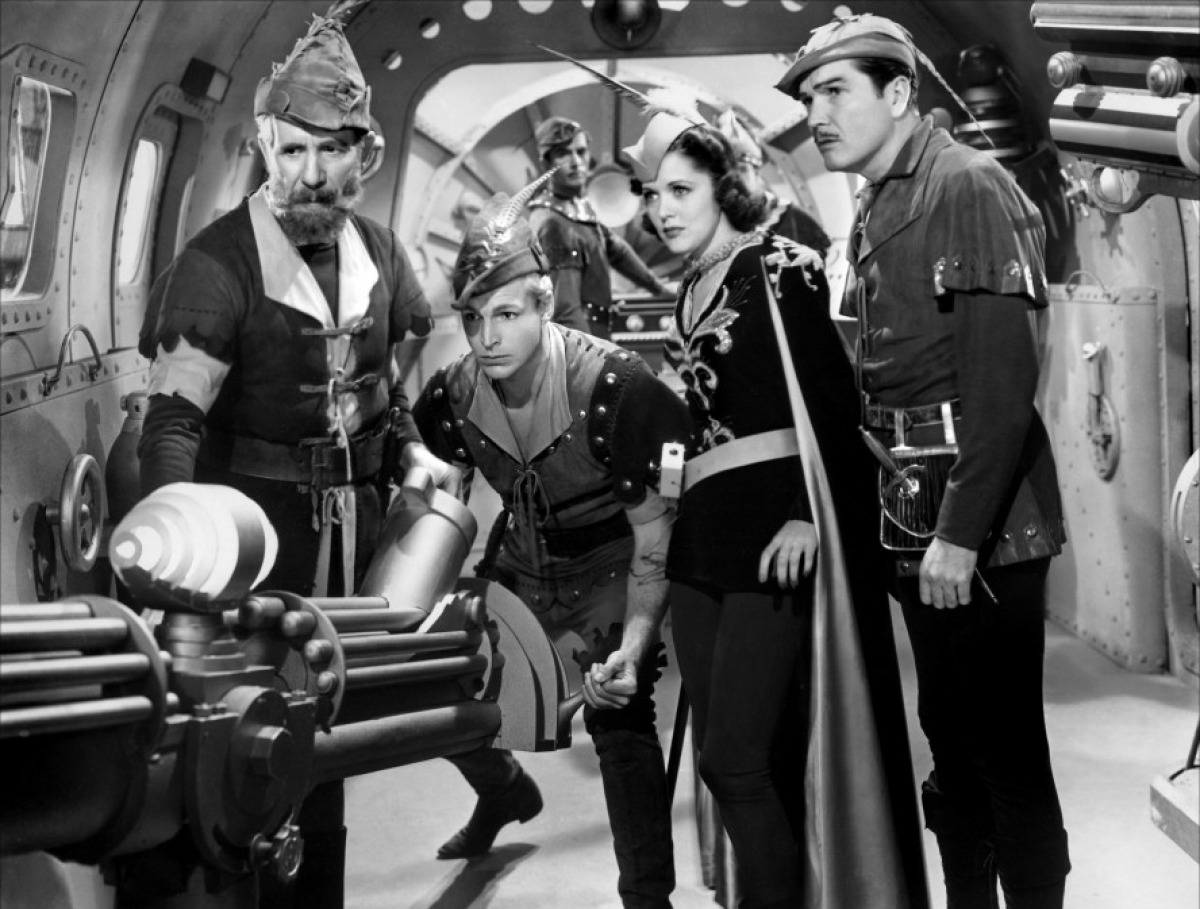
Foto promocional de Flash Gordon Conquers the Universe de 1940

Flash Gordon foi destaque em três seriados estrelados por Buster Crabbe: Flash Gordon (1936), Flash Gordon's Trip to Mars (1938) e Flash Gordon Conquers the Universe (1940). O seriado Flash Gordon de 1936 foi condensado em um longa-metragem intitulado Flash Gordon or Rocket Ship ou Space Soldiers or Flash Gordon: Spaceship to the Unknown; o seriado de 1938 em um longa-metragem intitulado Flash Gordon: The Deadly Ray from Mars; e o seriado de 1940 em um longa-metragem intitulado The Purple Death from Outer Space. O primeiro seriafo de Flash Gordon permanece protegido por direitos autorais, mas a compilação feita do segundo serial e o terceiro seriado são de domínio público.

### Flash Gordon (filme de 1980)
Na década de 1970, vários diretores famosos tentaram fazer um filme da história. Federico Fellini optou pelos direitos de Flash Gordon de Dino De Laurentiis, mas nunca fez o filme. George Lucas também tentou fazer um filme de Flash Gordon na década de 1970. No entanto, Lucas não conseguiu adquirir os direitos de De Laurentiis, então decidiu criar Star Wars. De Laurentiis então contratou Nicolas Roeg para fazer um filme de Flash Gordon. No entanto, De Laurentiis estava descontente com as ideias de Roeg, e Roeg deixou o projeto. De Laurentiis também discutiu a contratação de Sergio Leone para dirigir o filme de Flash Gordon; Leone recusou porque acreditava que o roteiro não era fiel aos quadrinhos originais de Raymond. Pegando carona no sucesso de Star Wars, Superman e Star Trek: The Motion Picture, Flash Gordon não foi um sucesso de crítica no lançamento. Melody Anderson co-estrelou com Jones como Dale Arden, ao lado de Chaim Topol como Dr. Hans Zarkov, Max von Sydow como Ming, Timothy Dalton como Príncipe Barin, Brian Blessed como Príncipe Vultan, Peter Wyngarde como Klytus e Ornella Muti como Princesa Aura. Produzido por Dino De Laurentiis, com desenhos de produção ornamentados e figurinos de Danilo Donati, as cores vivas e os efeitos retrô foram inspirados diretamente na história em quadrinhos e nos seriados dos anos 1930.[40] A atuação de Brian Blessed como o líder dos Hawken, Príncipe Vultan, alojou o veterano ator de palco e tela na consciência coletiva para a pronúncia de uma única linha – "GORDON'S ALIVE?!" – que, mais de 30 anos depois, permaneceu a citação mais repetida, reutilizada e reciclada do filme e da carreira de Blessed. O status cult do filme o levou a aparecer fortemente nos filmes de comédia Ted (2012) e Ted 2 (2015), causando um ressurgimento do interesse pelo filme.

### Filmes não-oficiais
Em 1967, foi feita uma adaptação turca de baixo orçamento da história em quadrinhos, chamada Flash Gordon's Battle in Space (Baytekin – Fezada Çarpisanlar em turco). Hasan Demirtag interpretou Flash Gordan. Em abril de 2013, Robb Pratt, diretor do popular filme de fãs Superman Classic, anunciou planos para fazer Flash Gordon Classic. O curta de animação tradicional apresenta os personagens Flash Gordon, a namorada Dale Arden, o ajudante Dr. Hans Zarkov, o antagonista Ming, o Impiedoso, e a Princesa Aura.

### Possíveis futuros filmes
Em 2004, Stephen Sommers, diretor de Van Helsing e The Mummy, comprou os direitos de filmagem de Flash Gordon.  Em 2010, foi anunciado que Breck Eisner tinha assinado contrato para dirigir a versão cinematográfica 3D de Flash Gordon.
Em 22 de abril de 2014, o site The Hollywood Reporter noticiou que a 20th Century Fox estava desenvolvendo o reboot Flash Gordon com roteiro deJD Payne e Patrick McKay . Em 15 de abril, 2015, informou que Matthew Vaughn está em negociações para dirigir o filme.
Em maio de 2015, o animador Robb Pratt lançou o fan film de curta-metragem “Flash Gordon Classic” em seu canal no Youtube, a animação é inspirada no segundo episódio do seriado de 1936, “The Tunnel of Terror ”. Um filme de animação estava em desenvolvimento na Disney/Fox com Taika Waititi escrevendo e dirigindo, em agosto de 2019,o filme foi cancelado, mas, em julho de 2021, os produtores John Davis e John Fox revelaram que Waititi ainda estava trabalhando no filme, embora agora seria em live-action em vez de animação.

## Televisão

### Flash Gordon (série live-action 1954–55)

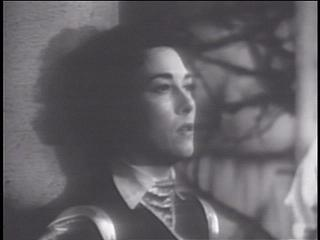
Irene Champlin como Dale Arden em Flash Gordon (1954)

Steve Holland estrelou entre 1954-1955 a série de TV Flash Gordon, que durou 39 episódios. A série ostentava o diferencial de ter sido filmada em Berlim Ocidental, menos de uma década depois do fim da II Guerra Mundial. Isso é notável, uma vez que alguns episódios mostram a destruição da vida real ainda evidente na Alemanha vários anos após a guerra. Os 13 episódios finais foram filmados em Marselha, França.
Nesta série, Flash, Dale (Irene Champlin) e Dr. Zarkov (Joseph Nash) trabalharam para o Galactic Bureau of Investigation no ano de 3203. A linha do tempo real foi estabelecida em um episódio, "Deadline at Noon", no qual Flash, Dale e Dr. Zarkov voltaram no tempo para Berlim no ano de 1953. Os agentes do GBI viajaram nas naves Skyflash e Skyflash II. A série foi distribuída, aparecendo em estações afiliadas à extinta DuMont Network e muitas outras estações independentes nos Estados Unidos. Foi recortado em um filme em 1957.

### Popeye Meets the Man Who Hated Laughter
Em 1972, apareceu no longa-metragem de animação Popeye Meets the Man Who Hated Laughter, exibido como parte do The ABC Saturday Superstar Movie, ao lado de Popeye e outros personagens de tiras distrbuídas pela  King Features: Katzenjammer Kids, Príncipe Valente, Barney Google e Snuffy Smith, Blondie, Recruta Zero, O Fantasma, Mandrake, Little Iodine, Little King, Hi and Lois, Henry, Steve Canyon, Tiger e Tim Tyler's Luck.

### Flash Gordon série de animação (1979–80)
Em 1979, a Filmation produziu uma série animada, muitas vezes referida como The New Adventures of Flash Gordon, embora na verdade seja intitulada Flash Gordon. O título expandido foi usado para distingui-lo das versões anteriores. O projeto foi originalmente concebido como um filme de televisão, mas a NBC decidiu transformá-lo em uma série animada.

### Flash Gordon: The Greatest Adventure of All (1982)

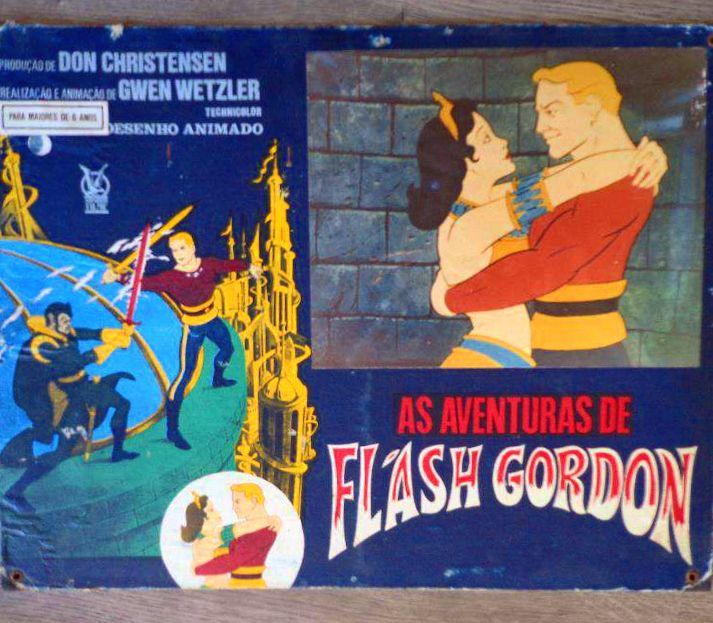
Lobby card de Flash Gordon: The Greatest Adventure of All

A Filmation produziu este filme animado de sucesso para a televisão, escrito pelo roteirista de Star Trek, Samuel A. Peeples, antes de começarem sua série animada, mas o filme de televisão não foi ao ar até 1982. Foi muito bem recebido pela crítica e é considerado um dos as melhores versões cinematográficas de Flash Gordon, embora nunca fosse retransmitida após sua estreia.
Este filme ainda não foi lançado comercialmente nos Estados Unidos, embora algumas fontes indiquem que os bootlegs off-air são predominantes. Os únicos lançamentos comerciais conhecidos foram pela VAP Video no Japão (catálogo #67019-128), em 1983, nos formatos laserdisc e NTSC VHS; e na Bulgária, onde foi lançado em VHS "Van Chris" e "Drakar". O filme também foi ao ar várias vezes no Canal "Diema" no final dos anos 1990. Na versão japonesa, é apresentado sem cortes com a faixa de voz original em inglês, com legendas em japonês adicionadas para o público-alvo. No final do filme há um trailer do filme live-action de De Laurentiis, bem como trailers de outros títulos da biblioteca VAP Video na época. As capas de ambas as versões apresentam quadros de histórias em quadrinhos, usando fotos tiradas do filme.

### Defenders of the Earth (1986)
Em 1986, o desenho animado Defenders of the Earth mostrou Flash em ação com seus colegas do King Features Syndicate, Fantasma e Mandrake. Esta série tomou extremas liberdades com todos os personagens, revelando que Flash e Dale Arden conceberam um filho, Rick Gordon, que está em sua adolescência quando a série começa. Dale tem sua mente arrancada de seu corpo por Ming no primeiro episódio e é preservada em um cristal, que Rick é capaz de recuperar e dar a seu pai. Dale renasce na Terra como Dynak-X, o supercomputador estratégico baseado na sede dos Defensores.

### Flash Gordon (1996)
Em 1996, A Hearst Entertainment estreou uma série animada Flash Gordon. Nesta versão, Alex "Flash" Gordon e Dale Arden são skaitistas adolescentes, que ficam presas em Mongo depois impedir Ming de invadir a Terra.

### Flash Gordon (live-action 2007–08)
Em 2007, o canal americano SyFy exibiu a série "Flash Gordon", estrelada pelo ator Eric Johnson. A primeira temporada foi ao ar em 10 de agosto e teve ao todo 22 episódios, sendo cancelada em seguida. Na trama, Steven Gordon é um jovem marcado por uma tragédia familiar: a morte de seu pai num estranho incêndio em um laboratório, que ocorrera quando o herói tinha apenas 13 anos. Passados alguns anos, Steven descobre que o incêndio tem relação com um objeto vindo do espaço. Com a ajuda de seus amigos Dale Arden (Gina Holden) e o cientista Hans Zarlov (Jody Racicot), Flash descobre que o acidente está ligado ao ditador intergaláctico Ming (John Ralston), que deseja destruir toda a humanidade.

## Rádio
A partir de 22 de abril de 1935, a tira foi adaptada em The Amazing Interplanetary Adventures of Flash Gordon, uma série de rádio semanal de 26 episódios. A série seguiu a tira muito de perto, chegando a uma adaptação semana a semana da prancha dominical durante a maior parte de sua execução. Flash Gordon foi interpretado por Gale Gordon, mais tarde famoso por seus papéis na televisão em Our Miss Brooks, Dennis the Menace, The Lucy Show e Here's Lucy (os dois últimos com Lucille Ball). O elenco também incluiu Maurice Franklin como Dr. Zarkov e Bruno Wick como Ming , o impiedoso. A série de rádio rompeu com a continuidade da tira nos dois últimos episódios, quando Flash, Dale e Zarkov retornaram à Terra. Fazem um pouso forçado na Malásia, onde encontram Jim das Selvas, a estrela de outra das histórias em quadrinhos de Alex Raymond. A série terminou em 26 de outubro de 1935 com o casamento de Flash e Dale. Na semana seguinte, The Adventures of Jungle Jim começou naquele horário de sábado. Dois dias depois, em 28 de outubro, The Further Interplanetary Adventures of Flash Gordon estreou como um programa diário, quatro dias por semana. Esta série se afastou ainda mais da tira de Raymond, envolvendo Flash, Dale e Zarkov em uma aventura na Atlântida. A série foi ao ar 60 episódios, terminando em 6 de fevereiro de 1936.

## Revistas em quadrinhos
Através dos anos, vários editores lançaram HQs de Flash Gordon baseadas nas tiras clássicas.
- David McKay Publications, King Comics (selo da própria King Features): #60-120, 132, 148 (1941-48)
- Dell Comics, Four Color Comics: #10, 84, 173, 190, 204, 247, 424, 512; Flash Gordon #2 (1945-53)
- Harvey Comics #1-5 (1950)
- Gold Key Comics #1 (1965)
- King Comics #1-11 (1966-67)
- Charlton Comics #12-18 (1969-70)
- Gold Key Comics #19-37 (1978-79)

Além dos títulos próprios, estas companhias podem ter publicado tiras de Flash Gordon em outros títulos de sua propriedade.
Em 1988, a DC Comics produziu uma versão modernizada dos quadrinhos. Ela apresentava Flash como um jogador de basquete que encontra um novo propósito de vida em Mongo, o qual não representa uma ameaça para a Terra. Dale é uma repórter aventureira, tão capaz quanto Flash, e Ming tem pele cinzenta e não é mais um estereótipo asiático. A série durou os nove números planejados e foi deixada com um final em aberto, provavelmente na esperança de que se tornasse popular o suficiente para justificar sua publicação regular.
Em 1995, a Marvel Comics lançou uma série em duas edições com arte de Al Williamson, no estilo das HQs de Flash que ele havia feito para a King e outros.
Uma nova série de quadrinhos foi anunciada pela Ardden Entertainment em agosto de 2008, contudo, ela acabou tendo um atraso e uma periodicidade irregular.
A série foi escrita por Brendan Deneen e Paul Green e estreou em 2008, com o primeiro arco intitulado "The Mercy Wars". O arco inicial história concluído em meados de 2009 com uma porta aberta para um novo arco,  "Invasion of the Sword Red", lançado em 2010. Estes foram seguidos por mais histórias. Ardden também publicou uma antologia Flash Gordon intitulada em comemoração aos 75 anos do personagem com histórias dos escritores Joe Casey, Tom DeFalco, J.M. DeMatteis, Brendan Deneen, Jim Krueger, Denny O´Neill, e Len Wein e dos desenhistas Mike Cavallaro, Pedro Delgado, Paul Green, Shanth Enjeti, Shawn McManus, Omaha Perez, e Joe Staton.
Em 2011, a Dynamite Entertainment começou uma nova série chamada Flash Gordon: Zeitgeist. A série foi escrita por Eric Trautmann e  ilustrada por Daniel Lindro, a partir de uma história e concepts de Alex Ross.
A editora também produziu uma minissérie spin-off: Merciless: The Rise of Ming, em 2012, com história e arte de Scott Beatty e Ron Adrian.
Na sequência veio uma minissérie de crossover chamada King's Watch (onde, assim como na série animada como em Defensores da Terra, Flash Gordon se une com Mandrake e O Fantasma) . A Dynamite lançou uma nova série em 2014, com história e arte de Jeff Parker e Evan "Doc" Shaner. Em 2015, publicou  outra minissérie como parte da série "King", em comemoração ao centenário do syndicate. Esta série foi escrita por Ben Acker e Ben Blacker e ilustrada por Lee Ferguson.
Em maio de 2016, os heróis da King Features são reunidos novamente em Kings Quest, escrito por Ben Acker e Heath Corson e ilustrado por Dan McDaid.
Em julho de 2023, a Mad Cave Studios anunciou que conseguiu a licença para publicar novas histórias, graphic novels e reprints. Em 2024, Mad Cave Studios publicou uma nova revista de Flash Gordon, uma edição encadernada da revista dos Defensores da Terra publicada pela Marvel e lançou uma nova revista da equipe.

## Flash Gordon Strange Adventure Magazine

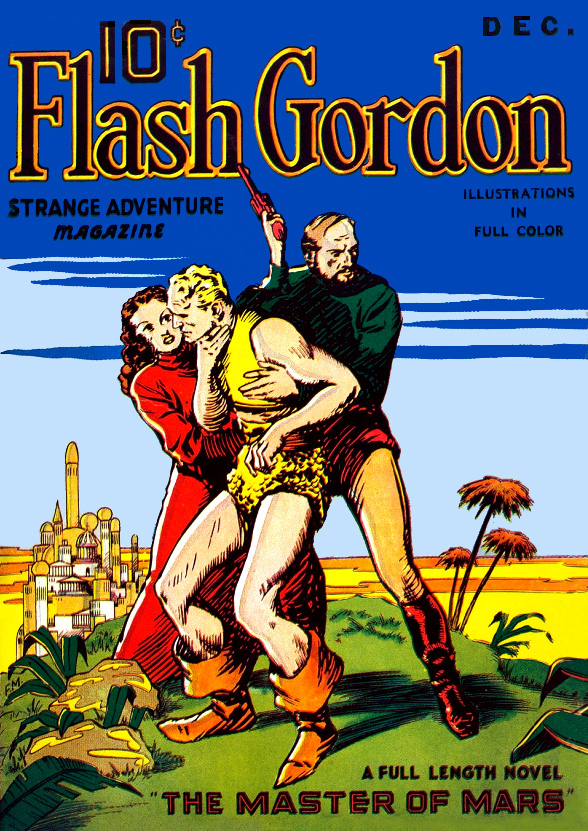
Capa da revista pulp Flash Gordon Strange Adventures (1936)

Em 1936, foi publicado o primeiro e único número de uma pretendida série de "pulps" intitulado Flash Gordon Strange Adventure Magazine. O romance ali publicado, intitulado The Masters of Mars, foi escrito pelo desconhecido James Edison Northford e se baseava mais ou menos nas tiras em quadrinhos, aproveitando ilustrações remanescentes de Alex Raymond. Na quarta capa, prometia-se um segundo episódio intitulado The Sun Men of Saturn, o qual, realmente, nunca foi impresso.
Visto que a série não decolou, o único número de Flash Gordon Strange Adventure Magazine tornou-se objeto de cobiça para colecionadores de revistas "pulp".

## Romances

### Big Little Books
A tira de Flash Gordon foi adaptada para a série Big Little Books pela Whitman Publishing Company em 1934; os livros seguem muito de perto as histórias das tiras e foram desenhados com uma ilustração legendada ao lado de cada página de texto. A série durou 14 parcelas de 1934 até 1948. Os livros eram:
- "Flash Gordon on the Planet Mongo" (1934)
- "Flash Gordon and the Monsters of Mongo" (1935)
- "Flash Gordon and the Tournaments of Mongo" (1935)
- "Flash Gordon and the Witch Queen of Mongo" (1936)
- "Flash Gordon vs. the Emperor of Mongo" (1936)
- "Flash Gordon in the Water World of Mongo" (1937)
- "Flash Gordon in the Forest Kingdom of Mongo" (1938)
- "Flash Gordon and the Perils of Mongo" (1940)
- "Flash Gordon and the Tyrant of Mongo" (1941)
- "Flash Gordon and the Ice World of Mongo" (1942)
- "Flash Gordon and the Ape Men of Mor" (1942)
- "Flash Gordon and the Power Men of Mongo" (1943)
- "Flash Gordon and the Red Sword Invaders" (1945)
- "Flash Gordon in the Jungles of Mongo" (1947)
- "Flash Gordon and the Fiery Desert of Mongo" (1948)

### Flash Gordon in the Caverns of Mongo(1936)
O primeiro romance baseado na tira, Flash Gordon in the Caverns of Mongo, foi publicado em 1936 pela Grosset & Dunlap. O autor creditado foi Alex Raymond, mas Doug Murray afirma que o romance "foi quase certamente escrito por fantasmas". Como a revista pulp do mesmo ano, não conseguiu lançar uma série.

### Avon Books
Em 1973, a Avon Books lançou uma série de seis livros de romances Flash Gordon voltados para adultos: The Lion Men of Mongo, The Plague of Sound, The Space Circus, The Time Trap of Ming XIII, The Witch Queen of Mongo e The War of the Cybernauts. Embora os livros tenham sido creditados a Alex Raymond, os três primeiros foram escritos pelo escritor de ficção científica Ron Goulart (sob o nome da casa "Con Steffanson") e os outros três romances foram por Bruce Cassiday (o primeiro sob o nome "Steffanson", e o dois últimos sob o pseudônimo "Carson Bingham").

### Romantização do filme de 1980
Uma romantização do filme de 1980 foi escrita por Arthur Byron Cover e publicada nos Estados Unidos pela Jove Publications e no Reino Unido pela New English Library.

### Tempo Books
Em 1980, a Tempo Books lançou uma série de David Hagberg: Massacre in the 22nd Century, War of the Citadels, Crisis on Citadel II, Forces from the Federation, Citadels under Attack e Citadels on Earth. Exceto pelos nomes do herói e suas co-estrelas de Dale Arden e Dr. Hans Zarkov, esta série teve pouco a ver com qualquer outra versão de Flash Gordon.

## 1939 World's Fair
O nome "Flash Gordon" foi estampado no proscênio de um passeio na Feira Mundial de Nova York de 1939. Um artigo na Popular Science (março de 1939) descreveu como 150 pessoas poderiam entrar em um passeio projetado para se assemelhar a um foguete com uma tela de cinema e assentos vibratórios para uma viagem simulada a outro planeta. O passeio foi localizado "no extremo oposto da zona de diversão da torre de pára-quedas". Fairgoers andou em torno de uma simulação de Vênus como um planeta selvfagem, habitado por dinossauros mecânicos para entrar em uma "sede marciana", onde "marcianos estranhamente fantasiados e modelos animados mecanicamente de bestas gigantes encenam episódios das aventuras de Flash Gordon". Os marcianos do passeio não se pareciam com os da série de 1938, nem o foguete.

## Reimpressões (Estados Unidos)
As páginas dominicais de Alex Raymond têm sido reimpressas por várias editoras, particularmente Nostalgia Press, Kitchen Sink Press e Checker Book Publishing Group. As versões da Kitchen Sink e Checker são em cores, enquanto as da Nostalgia são em preto e branco. As dominicais de Mac Raboy têm sido reimpressas pela Dark Horse Comics. As tiras diárias de Dan Barry nunca foram inteiramente reimpressas, mas os primeiros anos foram publicados pela Kitchen Sink e as histórias escritas por Harry Harrison foram reimpressas pela Comics Revue da Manuscript Press. A Tempo Books publicou seis brochuras contendo tiras dos anos 1970 e 1980. Algumas das tiras diárias de Austin Briggs foram reimpressas pela Kitchen Sink. A King Comics de Flash Gordon reimprimiu uma história de Alex Raymond e duas de Mac Raboy em 1967.As páginas dominicais de Mac Raboy foram reimpressas pela Dark Horse Comics em preto e branco, enquanto Kitchen Sink começou a colecionar as tiras diárias de Dan Barry e Austin Briggs. Os diários de Dan Barry nunca foram totalmente reimpboressos, mas as histórias de Barry escritas pelo notável escritor Harry Harrison foram reimpressas na revista Comics Revue, publicada pela Manuscript Press. A Tempo Books publicou seis edições de bolso reimprimindo tiras de Dan Barry dos anos 1970 nos anos 1980. Duas histórias dos diários de Dan Barry, D2-133 "Baldur Battles Skorpi" (24 de fevereiro a 10 de maio de 1986) e D2-134 "The Bear" (12 de maio a 21 de agosto de 1986), foram reimpressas em formato oblongo, 6,5 por 10,5 edição de bolso com duas tiras por página por Budget Books PTY de Melbourne, Austrália em 1987 sob o título The New Adventures of Flash Gordon, ISBN 0-86801-795-7. Uma reimpressão de todas as histórias em quadrinhos e quadrinhos de Flash Gordon de Al Williamson foi lançada em 2009.
- Flash Gordon on the Planet Mongo (1934–35), Nostalgia
- Flash Gordon into the Water World  (1935–37), Nostalgia
- Flash Gordon Escapes to Arboria (1937–39), Nostalgia
- Flash Gordon vs Frozen Horrors   (1939–40), Nostalgia
- Flash Gordon Joins the Power Men (1940–41), Nostalgia
- Flash Gordon: A New Kingdom (1939) Pacific Comics Club/Club Anni Trenta, 1977 (edição limitada para colecionadores)
- Flash Gordon: The End of Ming (1940) Pacific Comics Club/Club Anni Trenta, 1977 (edição limitada para colecionadores)
- Flash Gordon: Return to Earth (1941) Pacific Comics Club/Club Anni Trenta, 1977 (edição limitada para colecionadores)
- Flash Gordon: A New War (1941) Pacific Comics Club/Club Anni Trenta, 1977 (edição limitada para colecionadores)
- Flash Gordon: The Usurper (1942) Pacific Comics Club/Club Anni Trenta, 1977 (edição limitada para colecionadores)
- Flash Gordon: Gundar the Hawk of Tropica (1942-1943) Pacific Comics Club/Club Anni Trenta, 1977 (edição limitada para colecionadores)
- Flash Gordon: The End of Brazor (1944).  Pacific Comics Club/Club Anni Trenta, 1977 (edição limitada para colecionadores)
- Mongo, Planet of Doom (1934–35), Kitchen Sink Press ISBN 0-87816-114-7
- Three Against Ming    (1935–37), Kitchen Sink Press ISBN 0-87816-120-1
- The Tides of Battle   (1937–39), Kitchen Sink Press ISBN 0-87816-162-7
- The Fall of Ming      (1939–41), Kitchen Sink Press ISBN 0-87816-168-6
- Between Worlds at War (1941–43), Kitchen Sink Press ISBN 0-87816-177-5
- Triumph in Tropica    (1943–44), Kitchen Sink Press ISBN 0-87816-199-6
- Flash Gordon, Dead or Alive! : Daily Strips 5/27/40 to 8/26/40 by Austin Briggs. Pacific Comics Club, 1981(edição limitada para colecionadores)
- Prisoner of Ming : Daily Strips 8/27/40 to 11/13/40 / by Austin Briggs. Pacific Comics Club, 1981 (edição limitada para colecionadores)
- Flight to Freeland : Daily Strips 11/14/40 to 2/28/41 / by Austin Briggs.Pacific Comics Club, 1981 (edição limitada para colecionadores)
- Adora of the Forest People : Daily Strips 3/1/41 to 8/23/41 by Austin Briggs.Pacific Comics Club, 1981 (edição limitada para colecionadores)
- Flash Gordon: The Dailies by Austin Briggs 1940–1942 Volume 1, Kitchen Sink Press ISBN 0-87816-172-4 (tiras de 1940)
- Flash Gordon: The Dailies by Austin Briggs 1940–1942 Volume 2, Kitchen Sink Press ISBN 0-87816-187-2 (tiras de 1941)
- Flash Gordon The Complete Daily Strips 1951–1953, Kitchen Sink Press ISBN 0-87816-035-3
- Flash Gordon - Star Over Atlantis, Dan Barry, Manuscript Press, 2007, ISBN 0-936414-16-2, ISBN 978-0-936414-16-4, diárias 1953–1954.
- Flash Gordon: Volume 1 (1934–35), Checker Book Publishing Group ISBN 0-9741664-3-X
- Flash Gordon: Volume 2 (1935–36), Checker Book Publishing Group ISBN 0-9741664-6-4
- Flash Gordon: Volume 3 (1936–37), Checker Book Publishing Group ISBN 1-933160-25-X
- Flash Gordon: Volume 4 (1938–40), Checker Book Publishing Group ISBN 1-933160-26-8
- Flash Gordon: Volume 5 (1940–41), Checker Book Publishing Group ISBN 1-933160-27-6
- Flash Gordon: Volume 6 (1941–43), Checker Book Publishing Group ISBN 1-933160-28-4
- Flash Gordon: Volume 7 (1943–45), Checker Book Publishing Group ISBN 1-933160-20-9
- Mac Raboy's Flash Gordon, Volume 1, Dark Horse Comics ISBN 1-56971-882-2 (Dominicais, 1948–1953 S32-S45)
- Mac Raboy's Flash Gordon, Volume 2, Dark Horse Comics (Dominicais, 1953–1958 S45-S68)
- Mac Raboy's Flash Gordon, Volume 3, Dark Horse Comics ISBN 1-56971-978-0 (Dominicais, 1958–1962)
- Mac Raboy's Flash Gordon, Volume 4, Dark Horse Comics (Dominicais, 1962–1967)
- The Amazing Adventures of Flash Gordon, Volume 1 Tempo Books ISBN 0-448-17349-2 (S132/D2-097 - S135)
- The Amazing Adventures of Flash Gordon, Volume 2 Tempo Books ISBN 0-448-17348-4 (D2-081, D2-082)
- The Amazing Adventures of Flash Gordon, Volume 3 Tempo Books ISBN 0-448-17347-6 (S114-S118)
- The Amazing Adventures of Flash Gordon, Volume 4 Tempo Books ISBN 0-448-17155-4 (D2-105, D2-107)
- The Amazing Adventures of Flash Gordon, Volume 5 Tempo Books ISBN 0-448-17208-9 (D2-098)
- The Amazing Adventures of Flash Gordon, Volume 6 Tempo Books ISBN 0-448-17245-3 (D2-102, D2-109)
- Al Williamson's Flash Gordon: A Lifelong Vision of the Heroic, Flesk ISBN 1-933865-13-X
- Flash Gordon: On the Planet Mongo: The Complete Flash Gordon Library 1934–37, por Alex Raymond. Titan Books ISBN 0-85768-154-0
- Flash Gordon: The Tyrant of Mongo: The Complete Flash Gordon Library 1937–41, por Alex Raymond. Titan Books ISBN 0-85768-379-9
- Flash Gordon: The Fall of Ming: The Complete Flash Gordon Library 1941–44, por Alex Raymond. Titan Books ISBN 0-85768-688-7
- Flash Gordon: The Storm Queen of Valkir: The Complete Flash Gordon Library 1944-48, por Austin Briggs. Titan Books ISBN 1-78276-286-8
- Flash Gordon Dailies: The City of Ice: The Complete Flash Gordon Library 1951-1953, por Dan Barry. Titan Books ISBN 1-78276-683-9
- Flash Gordon Dailies: The Lost Continent: The Complete Flash Gordon Library 1953-1956, por Dan Barry. Titan Books ISBN 978-1782766841
- Flash Gordon Sundays: The Death Planet: The Complete Flash Gordon Library 1967-1971 por Dan Barry. Titan Books ISBN 978-1785861369
- Flash Gordon Dailies: Radium Mines of Electra: The Complete Flash Gordon Library 1940-42 por Austin Brigss. Titan Books ISBN 978-1785861376
- Definitive Flash Gordon and Jungle Jim Volume 1: 1934-1936 IDW Publishing ISBN 1-61377-015-4
- Definitive Flash Gordon and Jungle Jim Volume 2: 1936-1939 IDW Publishing ISBN 1-61377-220-3
- Definitive Flash Gordon and Jungle Jim Volume 3: 1939-1941 IDW Publishing ISBN 1-61377-580-6
- Definitive Flash Gordon and Jungle Jim Volume 4: 1942-1944 IDW Publishing ISBN 1-61377-917-8

## Jogos
- O RPG de mesa Flash Gordon & the Warriors of Mongo foi lançado pela Fantasy Games Unlimited em 1977.[86]
  - Um pinball de Flash Gordon foi lançado em 1980.
  - Outro RPG, The Savage World of Flash Gordon Roleplaying Game escrito por Scott Alan Woodard foi lançado pela Pinnacle Entertainment Group em 2018.

## Lançamentos em DVD
Flash Gordon foi lançado em DVD sob uma variedade de títulos e em versões editadas e não editadas. Os seriados e séries de televisão da década de 1950 não têm escassez de lançamentos em DVD de domínio público.

### Seriados (1936–1940)

#### Flash Gordon(1936)

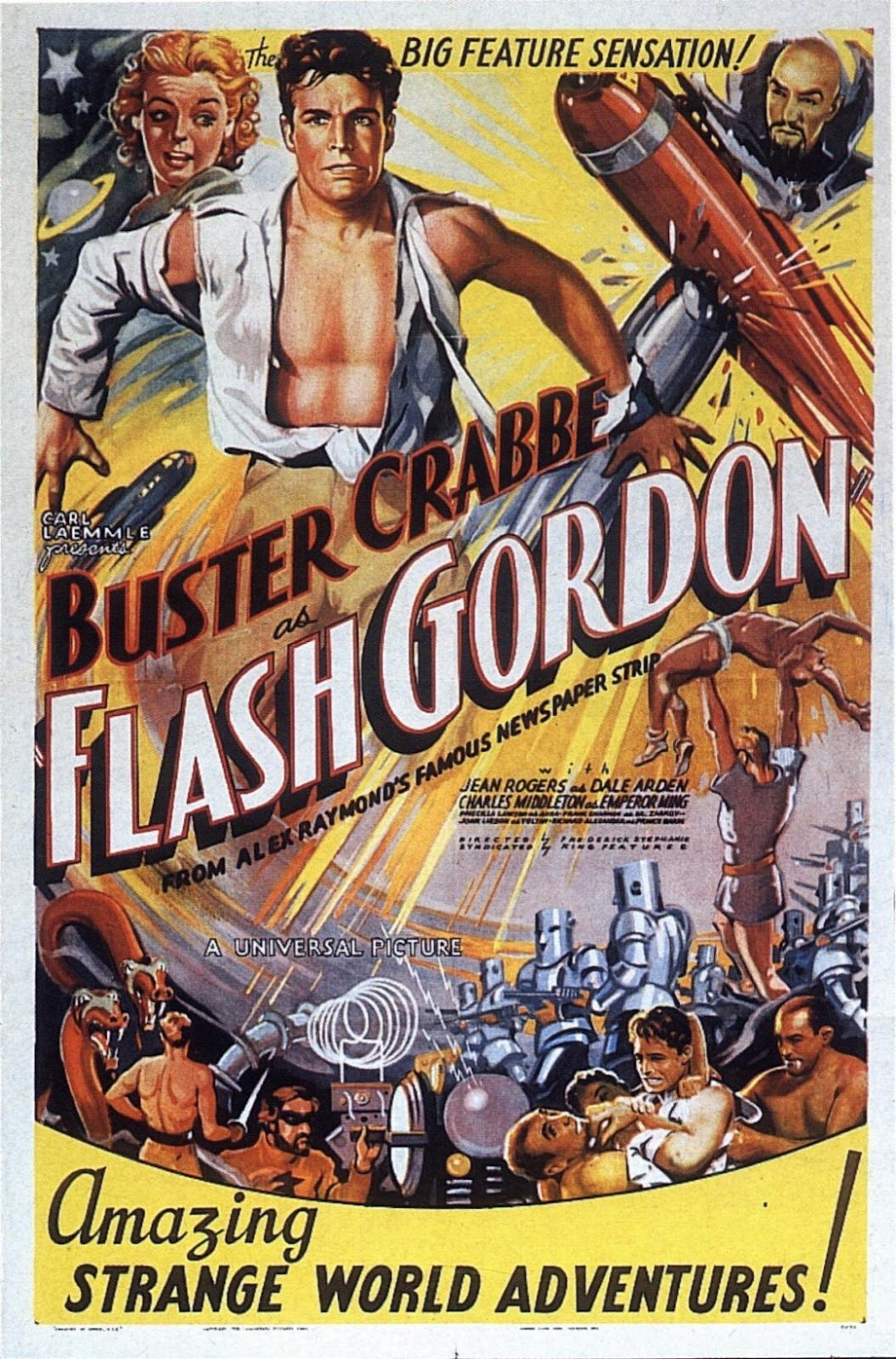
Flash Gordon (1936)

- Flash Gordon: Space Soldiers. (245 minutos)
- Flash Gordon: Spaceship to the Unknown. Hearst Entertainment, Inc., 2002. (editado para 98 minutos)

#### Flash Gordon's Trip to Mars(1938)
- Flash Gordon's Trip to Mars (2 discos). (299 minutos)
- Flash Gordon: O raio mortal de Marte. Hearst Entertainment, Inc., 2002. (98 minutos)

#### Flash Gordon Conquers the Universe(1940)

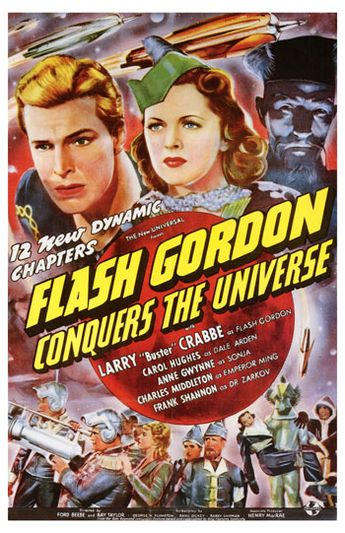
Flash Gordon Conquers the Universe

- Flash Gordon Conquers the Universe. (234 minutos)
- Flash Gordon: The Peril from Planet Mongo.  Hearst Entertainment, Inc., 2002. (editado para 91 minutos)

### Flash Gordon(1954–55)
- Flash Gordon (3 Volumes). Alpha Home Entertainment (apenas 13 dos episódios foram lançados até agora).

### The New Adventures of Flash Gordon(1979)
US – BCI Eclipse
- The New Adventures of Flash Gordon: The Complete Series (4–discos). 600 minutos

UK – Hollywood DVD LTD
- The Adventures of Flash Gordon – Castaways in Tropica
- The Adventures of Flash Gordon – Blue Magic

### Flash Gordon(1980)
Em 6 de maio de 1998, a Image Entertainment lançou o filme de 1980 em DVD na América do Norte para os territórios da Região 1 do DVD por meio de um contrato com a Universal, mas rapidamente ficou esgotado. Momentum Pictures mais tarde lançou no Reino Unido para territórios DVD Região 2 em 10 de outubro de 2005. Esta edição do filme, a "Edição de Aniversário de Prata", apresenta uma tela widescreen anamórfica na proporção do filme 2.4:1, ambos Dolby Digital e áudio DTS 5.1, o trailer dos cinemas original do Queen, um comentário em áudio do diretor Mike Hodges, um segundo comentário em áudio do ator Brian Blessed, uma entrevista com Mike Hodges, uma apresentação de slides de fotos e uma série original dos anos 1940, o primeiro episódio de Flash Gordon Conquers the Universo. A Universal lançou o filme em 7 de agosto de 2007 na América do Norte e nos territórios da Região 1 mais uma vez. O novo disco, intitulado "Savior of the Universe Edition", apresenta uma tela widescreen anamórfica de 2,35:1 e uma faixa surround Dolby Digital 5.1 em inglês. Os extras incluem um featurette "Alex Ross on Flash Gordon" no qual o renomado quadrinista Alex Ross fala sobre o filme e como ele o inspirou em sua vida e obra, um featurette "Writing a Classic" com o roteirista Lorenzo Semple Jr. e um episódio de série de Flash Gordon 1936 (capítulo um de The Planet of Peril).
US – BCI Eclipse LLC
- Defenders of the Earth – The Complete Series, Volume 1 (5 discos) 33 Episodes
- Defenders of the Earth – The Complete Series, Volume 2 (5 discos) 32 Episodes (Primavera de 2007)

UK – Hollywood DVD LTD
- Defenders of The Earth – The Story Begins

UK – Delta Music PLC
- Defenders of the Earth Movie (3 Discos)
- Defenders of the Earth Vol 1
- Defenders of the Earth Vol 2
- Defenders of the Earth Vol 3
- Defenders of the Earth Movie – Prince of Kro-Tan
- Defenders of the Earth Movie – Necklace of Oros
- Defenders of the Earth Movie – The Book of Mysteries

UK – Fabulous Films Ltd.
- Defenders of the Earth – The Complete Series

### Flash Gordon(1996)
Lionsgate em 21 de setembro de 2004, lançou três DVDs de 4 episódios de Flash Gordon (1996) e Phantom 2040.
- Flash Gordon: Marooned on Mongo – The Animated Movie (97 minutos)

## Paródias

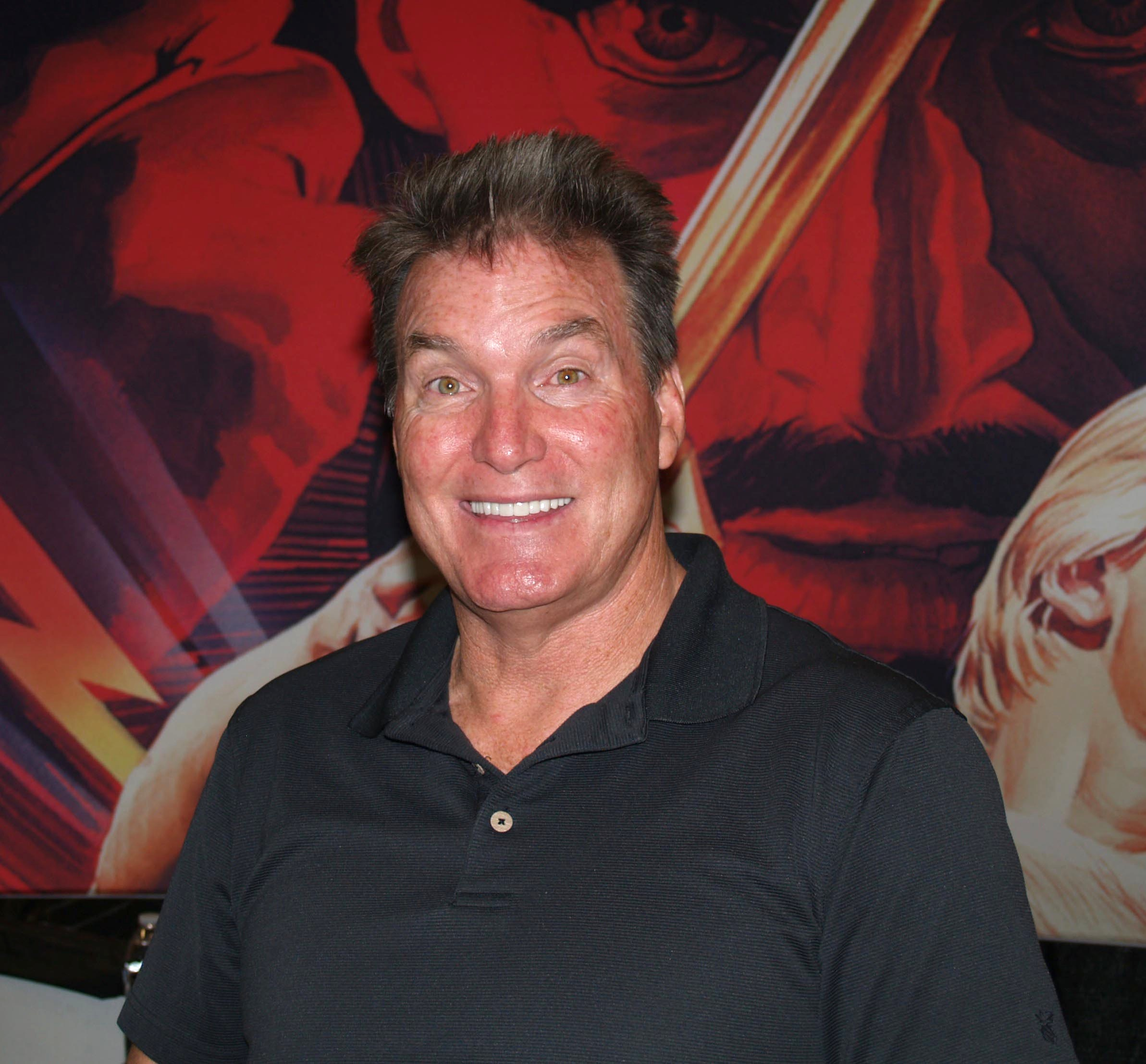
O ator Sam J. Jones no Meadowlands Exposition Center em Secaucus, Nova Jersey, em 17 de abril de 2016, ao fundo, arte de Alex Ross

Uma paródia semi-pornográfica intitulada Flesh Gordon foi lançada em 1972. Ela também transformou-se num "cult" e acabou gerando uma seqüência em 1989, Flesh Gordon Meets the Cosmic Cheerleaders.
Vários episódios da série spin-off Star Trek: Voyager apresentaram um programa holodeck chamado The Adventures of Captain Proton, que apresenta muitos elementos retirados diretamente dos seriados de Flash Gordon da década de 1930.
O filme de comédia A Christmas Story (1983) apresentou uma cena deletada com Ralphie e sua arma Red Ryder BB salvando Flash (interpretado por Paul Hubbard) de Ming (interpretado por Colin Fox). Nenhuma das imagens da cena sobreviveu.
No Filme Ted, de 2012, a personagem John Bennett (Mark Wahlberg) e seu ursinho animado (que tem a voz do ator e diretor Seth MacFarlane) são fãs declarados do filme Flash Gordon, dos anos 1980. O longa conta a participação de Sam J. Jones, ator que interpretou o herói no filme de 1981. Jones reprisou o papel em Ted 2 (2015)